# Р402 (автодорога)

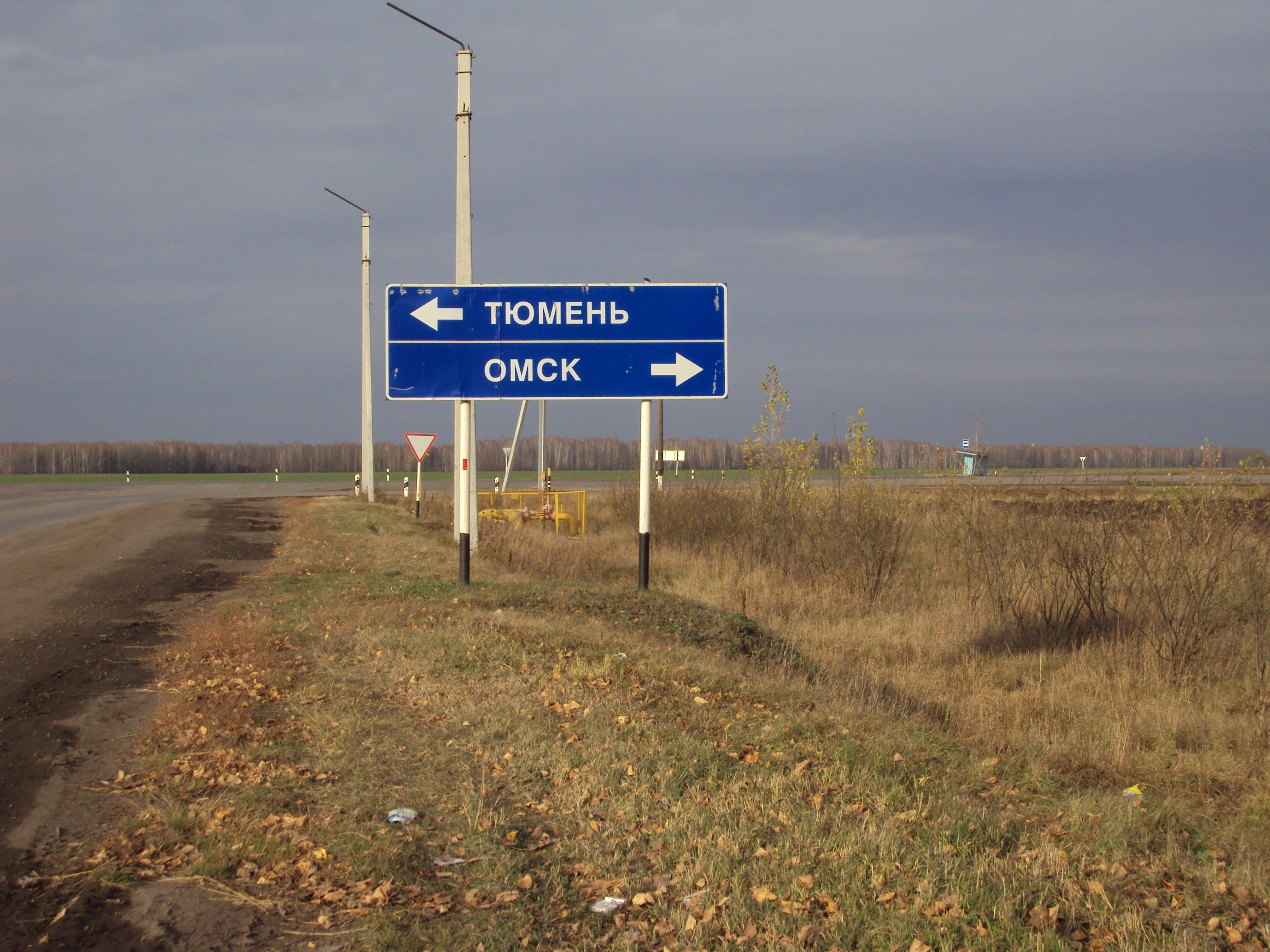
Указатель на трассе в районе села Омутинское.

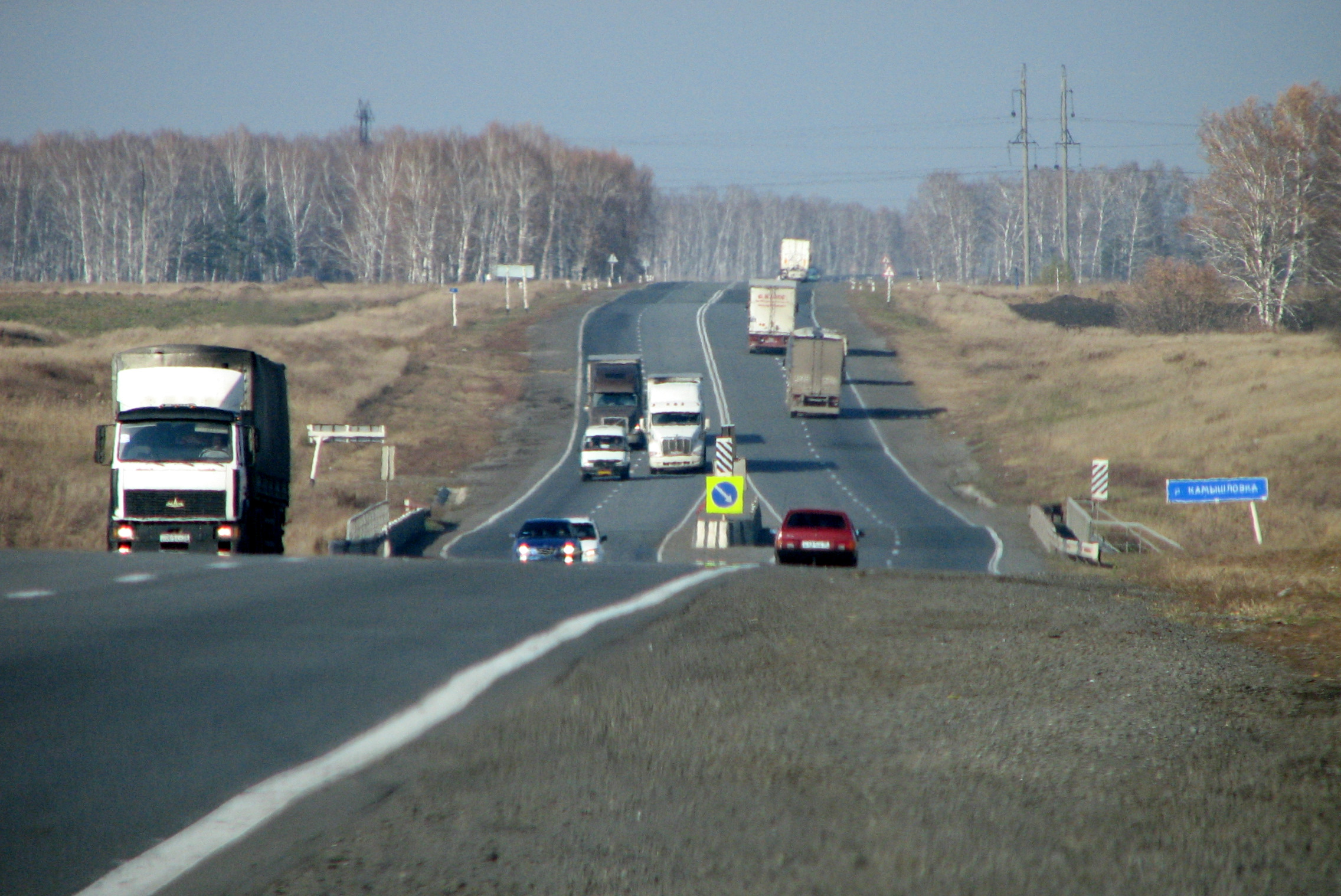
Мост через реку Камышловку на трассе.

Трасса Р402 (Тюмень — Ишим — Омск) — автомобильная дорога федерального значения. Часть исторического Сибирского тракта. Проходит через Тюмень, Ялуторовск, Заводоуковск, Ишим, Абатское, Тюкалинск, Омск. На сегодняшний день является единственной автодорогой, проходящей полностью по территории РФ, которая соединяет европейскую часть России через Урал с Сибирью и Дальним Востоком. Уральский ФО и Сибирский ФО.
Участок Тюмень — Ишим является последней частью европейского транспортного коридора E 22 (Холихед, Великобритания — Ишим).
Участок Ишим — Омск является последней частью европейского транспортного коридора E 30 (Корк, Ирландия — Омск). Одновременно это участок трассы Р254 «Иртыш» (бывшая М51) (Челябинск — Новосибирск) автомагистрали «Байкал» (Челябинск — Чита).
В Тюмени соединяется с федеральными трассами Р351 (Екатеринбург — Тюмень) и Р404 (Тюмень — Тобольск — Ханты-Мансийск). В Ишиме соединяется с федеральной трассой Р403 (Ишим — граница с Казахстаном).
По словам участника мотопробега «Отмороженный спайдермен» Сергея Багаева, участок Ишим—Абатское являлся самым матерщинным участком дороги в России.
До начала 2000-х годов протяжённость трассы составляла 666 км и сама трасса называлась 1Р402.
В 2015 году был проведен капитальный ремонт разбитых участков трассы. По состоянию на 2017 год, дорога находится в относительно приемлемом состоянии.

## Галерея

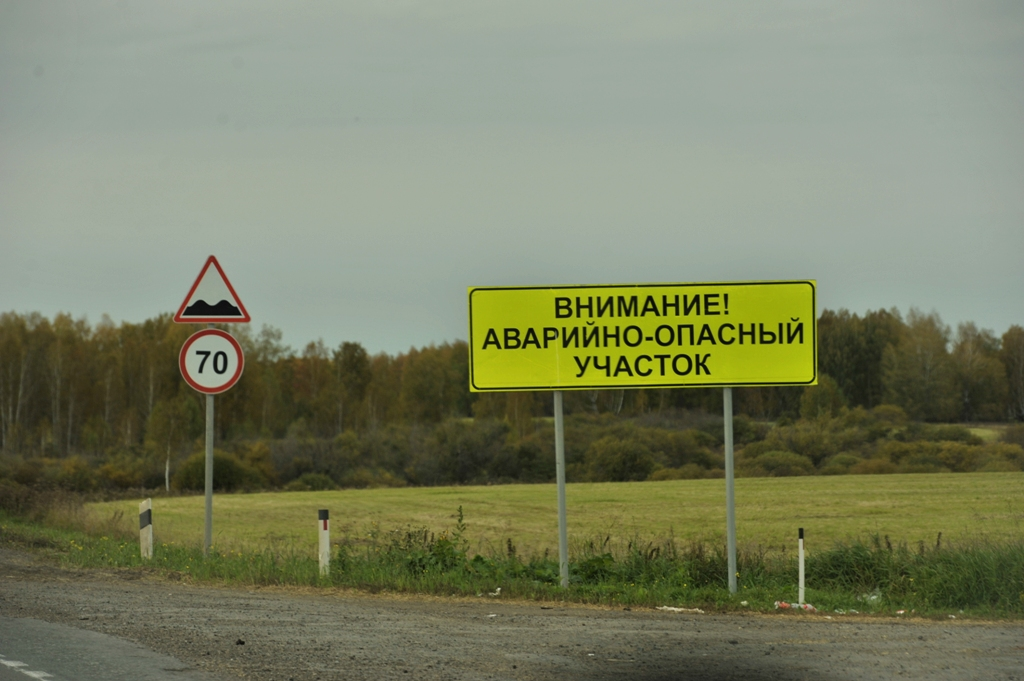
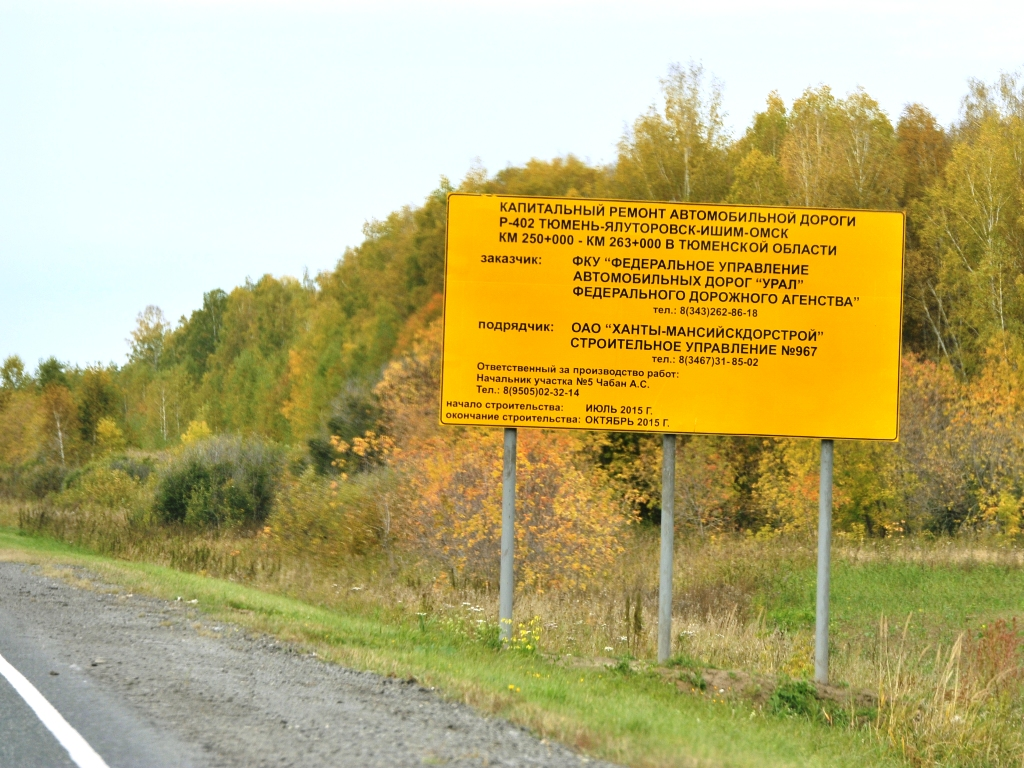
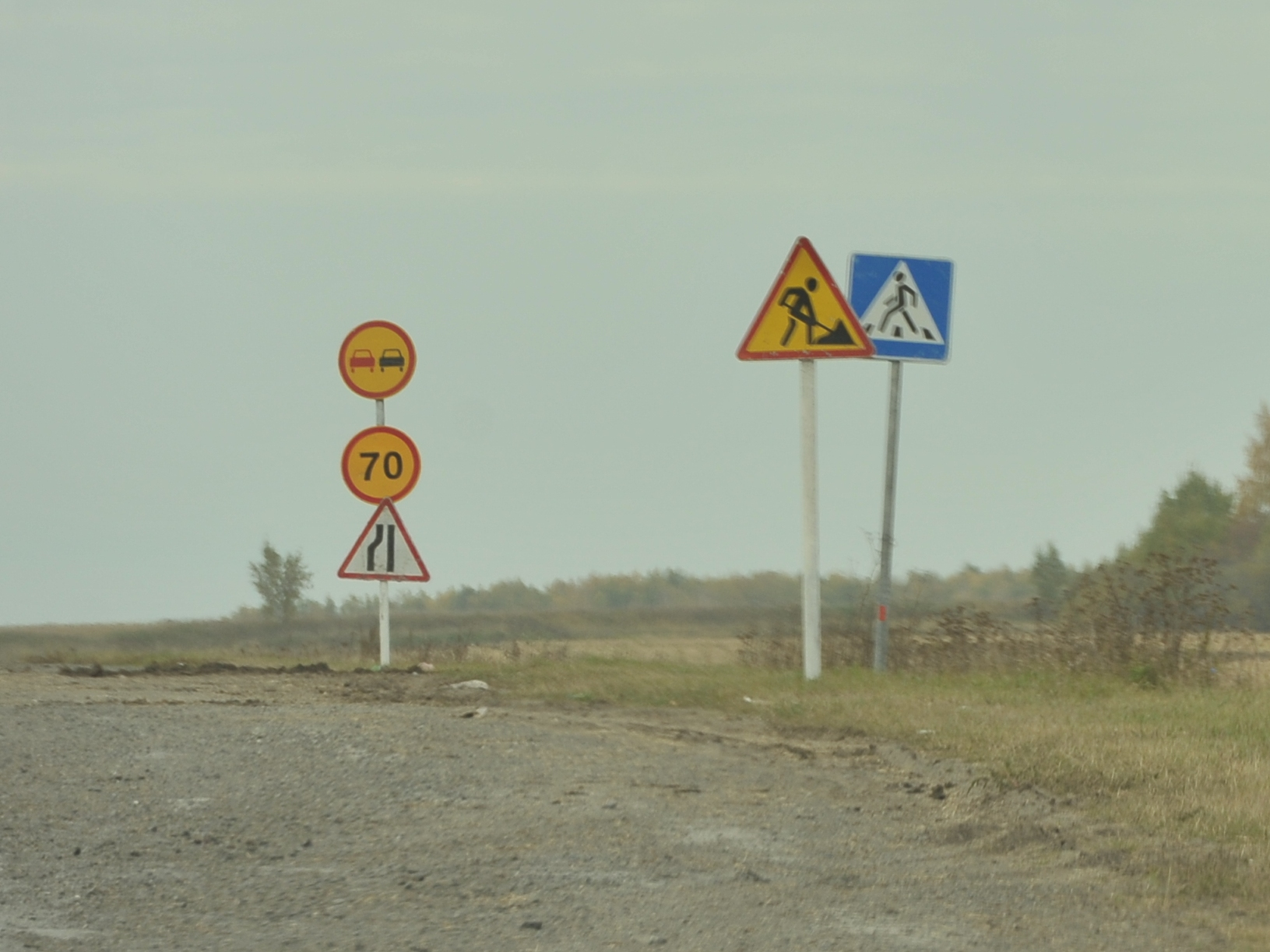
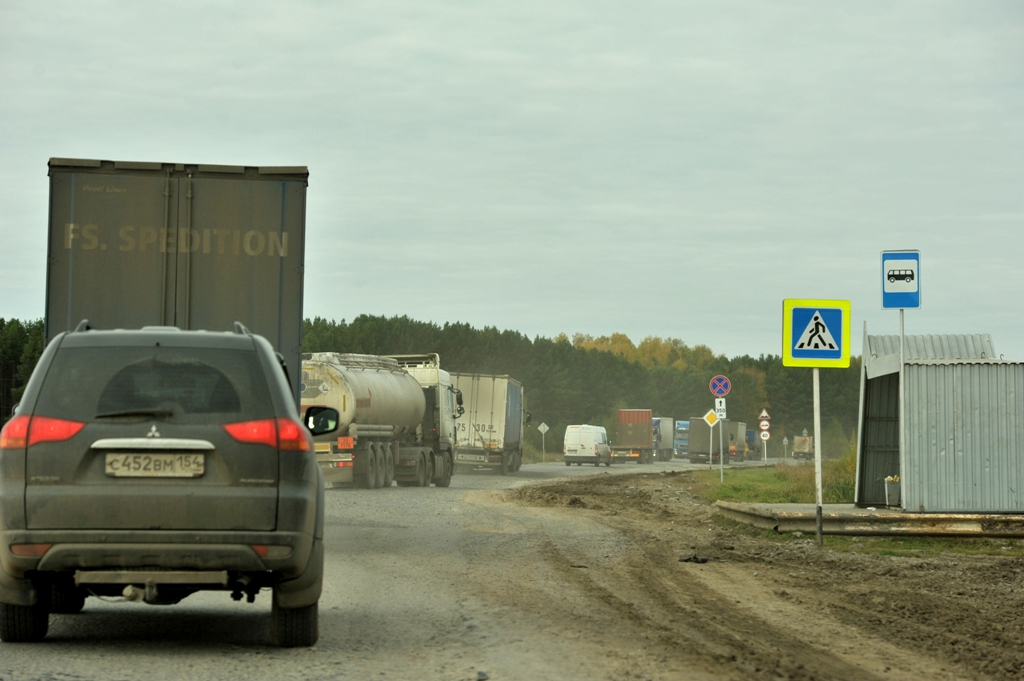
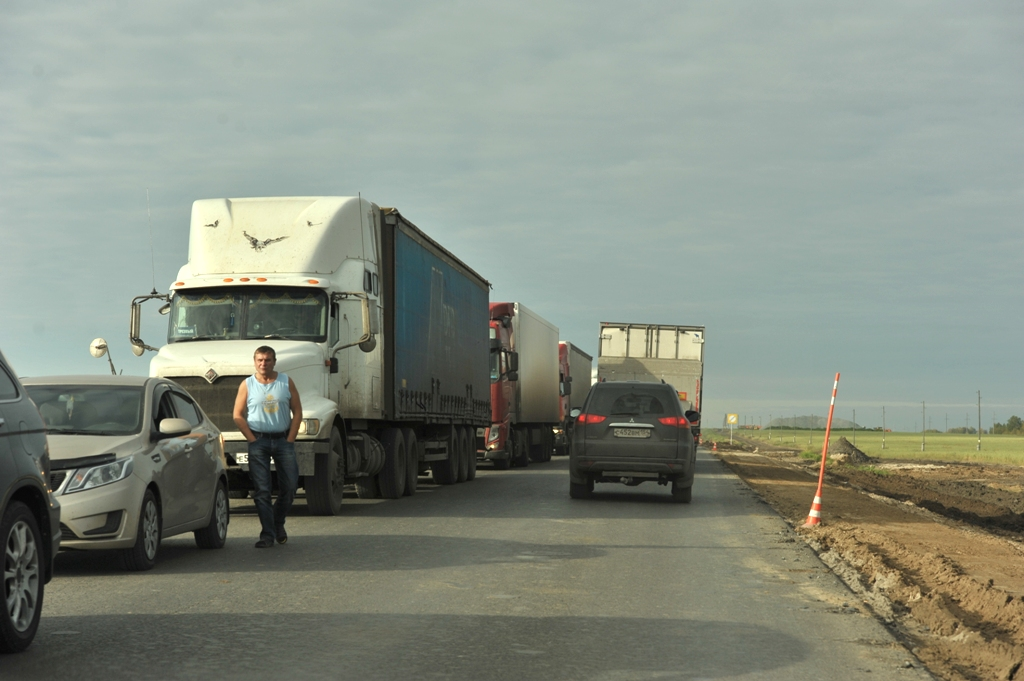